# 조용근
조용근(趙用根, ? ~ 1908년)은 일제강점기에 활동한 독립운동가이다. 1907년 7월 군대가 해산하다가 의병에 투신했고, 청주, 보은 등지에서 활동하다가 1908년 10월 일본경찰에 체포되어 순국했다.